# (2408) Astapovich
(2408) Astapovich (1978 QK1; 1943 GR; 1948 RH; 1977 DG5; 1977 FW1) ist ein ungefähr 31 Kilometer großer Asteroid des mittleren Hauptgürtels, der am 31. August 1978 vom russischen (damals: Sowjetunion) Astronomen Nikolai Stepanowitsch Tschernych am Krim-Observatorium (Zweigstelle Nautschnyj) auf der Halbinsel Krim (IAU-Code 095) entdeckt wurde. Er weist eine sehr geringe Albedo (Rückstrahlvermögen) von 0,001 auf.

## Benennung
(2408) Astapovich wurde nach dem sowjetischen Astronomen Igor Stanislawowitsch Astapowitsch (1908–1976) benannt, der Professor an der Universität Kiew war und für seine Forschungen an Meteoriten bekannt war.